# Спид, Джон
Джон Спид (англ. John Speed, 1551 или 1552 — 28 июля 1629) — английский картограф и историк. Вместе с Кристофером Сакстоном является одним из известнейших английских картографов раннего Нового времени.

## Жизнь
Спид родился в Фарндоне (Чешир) и продолжил дело своего отца Самуила, портного.
Работая в Лондоне, Спид был портным и членом соответствующей гильдии, и привлёк к себе внимание «учёных» особ. Среди них был сэр Фулк-Гревилль Брук, который впоследствии установил ему денежную помощь, чтобы Спид смог посвятить всё своё внимание исследованиям. На 1598 год Джон Спид пользовался достаточной благосклонностью патрона, чтобы оставить свой физический труд и стать «учёным на полный рабочий день». В награду за его раннюю работу, королева Елизавета предоставила Спиду право использовать помещение в налоговой палате. У Спида было высокоразвитое «живописное чувство».
В 1575 році в Лондоне Джон заключил брак с Сузанной Дрейпер, позже у них родились дети. Среди детей, безусловно, был сын по имени Джон Спид, позже «учёный» человек с докторской степенью, и неизвестное число других, поскольку летописцы и историки не могут сойтись на едином числе детей у пары. Невзирая на это, нет никаких сомнений, что семья Спида была относительно зажиточной.
До 1595 года Спид опубликовал карту библейского Ханаана, в 1598 году он представил свои карты королеве Елизавете, а в 1611—1612 Джон опубликовал карты Великобритании, а его сын, возможно, помогал Спиду в обследованиях английских городов.
В возрасте 77 или 78 лет, в августе 1629 года, Спид умер. Он похоронен вместе со своей супругой в Лондоне, в церкви святого на улице Фор. Позже за алтарем церкви установили памятник Джону Спиду. Согласно сайта церкви, этот памятник — один из нескольких в этой церкви, переживших бомбардировку Лондона в 1940—1941 годах.

## Труды
В 1601 и 1627 годах Спид создал исторические карты, изображающие вторжение в Англию и Ирландию. Также создал карты, показывающие текущее время — с грубо выполненными черновиками, но привлекательными, красочными итоговыми версиями своих карт.
Благодаря увлечению Уильяма Кемдена Спид начал свою «Историю Великобритании», которая была опубликована в 1611 году. Хотя он, вероятно, имел доступ к уже утраченным историческим источникам, (он однозначно использовал работы Сакстона и Нордена), его работа как историка сейчас считается второстепенной по значимости, в сравнении с его картографическими трудами, из которых наиболее важным его вкладом, вероятно, являются городские планы, многие из которых обеспечивают первое визуальное изображение соответствующих британских городов. В годы, предшествовавшие этому этапу, во время составления своего атласа, Джон отправил письмо Роберту Коттону, члену британского правительства, прося о помощи со сбором необходимых материалов.
Его атлас «Арена империи Великобритании» был опубликован в 1611 и 1612 годах и содержал первый набор отдельных карт графств Англии и Уэльса, а также карты Ирландии и общую карту Шотландии. К картам вначале сделано вступление, в котором автор обратился к своему «приятно удивлённому и благосклонному читателю», признавая, что могут быть ошибки, но он сделал всё, что мог, и указал цель своего атласа: «Моя цель… показать состояние каждого города и местечка исключительно в Великобритании… можно подтвердить, что ни одно другое королевство в мире не описано так хорошо… как Великобритания».
Карты печатались с медных табличек, и детали были выгравированы в обратном направлении, чтобы на карту они оказались нанесены правильным образом. Спид признавал, что «копировал, адаптировал и составил работу других», не выполняя много самостоятельных исследований. Атлас не скрывает и политических взглядов самого Спида: он называет короля Якова I тем, кто объединил «королевства Британских островов». В 2016 году Британская библиотека опубликовала издание репринтов этой коллекции карт, с предисловием от бывшего депутата Найджела Николсона и сопровождающими комментариями историка Аласдара Гокъярда; в издании опубликованы карты территорий от Бедфордшира до Норфолка и Уэльса.
Большинство, но не все, карты графств имеют на них городские планы, среди них и те, которые Спид нарисовал сам. В 1627 году, за два года до своей смерти, Спид опубликовал атлас, ставший первым атласом мира, выполненным англичанином; атлас стоил 40 шиллингов, что означало, что его охват ограничивался «богатейшими клиентами и библиотеками», где много образцов и сохранилось.

## Карты
- Карта Уэльса, 1620
- Пример вставки из карты Уэльса 1610 года
- Ланкашир, описанный и разделённый на сотни, 1610 г.
- Настенная 4-страничная карта Ханаана, 1595 г.
- Уилтшир, 1610, с городом Солсбери и видом на Стоунхендж
- Нортгемптоншир, 1610
- Нидерланды, 1626
- Королевство Китая, 1626
- Америка, 1626
- Новая карта мира, 1646, миниатюрное издание
- Ямайка, 1676
- Яков VI на карте Шотландии, 1610
- Йорк, 1611

## Вставки с планами городов
- Бедфорд, 1611
- Дублин, 1610; переиздание 1896 года
- Монмут, 1610
- Оксфорд, 1610
- Рединг, 1610
- Бангор, 1610
- Брекон, 1610
- Кардифф, 1610
- Монтгомеришир, 1610
- Сент-Дейвидс, 1610

## Публикации
- John Speed, History of Great Britaine Under the Conquests of Romans, Saxons, Danes, and Normans (London, 1611)
- John Speed, The genealogies recorded in the Sacred Scriptures according to euery family and tribe with the line of Our Sauior Jesus Christ obserued from Adam to the Blessed Virgin Mary (London, 1611)
- John Speed, The Theatre of The Empire of Great Britaine, Presenting an exact geography of England, Scotland, and Ireland (London, 1611–12)
- John Speed, Theatrum Imperii Magnae Britaine (London, 1616)
- John Speed, England, Wales, Scotland and Ireland: Described and Abridged with Ye Historic Relation of Things Worthy Memory: from a Farr Larger Voulume (London, 1627) The «Farr Larger Volume» is The Theatre of The Empire of Great Britaine.
- John Speed, A Prospect of the Most Famous Parts of the World (London, 1627)